# 2024 JW16
2024 JW16 ist ein Asteroid, der zu den Erdnahen Asteroiden (Apollo-Typ) zählt und am 10. Mai 2024 von ATLAS, Río Hurtado, Chile (IAU-Code W68) entdeckt wurde. Der Asteroid wird (Stand: 17. Februar 2025) auf der NEO Risk List mit einer kumulativen Einschlagswahrscheinlichkeit von 1 zu 442477 in den Jahren 2050 bis 2121 geführt. Der Durchmesser des Asteroids wird auf etwa 170 bis 400 Meter geschätzt. Eine besonders nahe nächste Annäherung an die Erde auf etwa 14 Millionen Kilometer wird am 3. Dezember 2038 erwartet.